# Bakrenopori
Bakrenopori (znanstveno ime Chalciporus) so rod gliv iz družine cevark (Boletaceae).

## Seznam bakrenoporov Slovenije[2]
- pekoči bakrenopor (Chalciporus piperatus)
- borov bakrenopor (Chalciporus pseudorubinus)
- rožnati bakrenopor (Chalciporus rubinus)